# Mistrzostwa Świata w Piłce Nożnej 2014 (eliminacje strefy CONCACAF)/Grupa 3

## Tabela
Reprezentacja Bahamów wycofała się z rozgrywek 19 sierpnia 2010 roku.
| Lp. | Drużyna   | M | Mecze | Mecze | Mecze | Bramki | Bramki | Bramki | Pkt |
| Lp. | Drużyna   | M | W     | R     | P     | +      | −      | +/−    | Pkt |
| --- | --------- | - | ----- | ----- | ----- | ------ | ------ | ------ | --- |
| 1.  | Panama    | 4 | 4     | 0     | 0     | 15     | 2      | +13    | 12  |
| 2.  | Nikaragua | 4 | 2     | 0     | 2     | 5      | 7      | −2     | 6   |
| 3.  | Dominika  | 4 | 0     | 0     | 4     | 0      | 11     | −11    | 0   |

## Mecze
Czas:CET
| 2 września 2011 | Dominika | 0:2(0:2) | Nikaragua · 1' Leguías · 36' Rodríguez | Windsor Park Stadium, Roseau Widzów: 3000 Sędzia: Valdin Legister |
|                 |          |          |                                        |                                                                   |

| 6 września 2011 | Nikaragua · Torres 19' (sam.) | 1:2(1:1) | Panama · 7' Tejada · 50' Pérez | Estadio Nacional de Fútbol, Managua Widzów: 10 521 Sędzia: Oscar Reyna |
|                 |                               |          |                                |                                                                        |

| 7 października 2011 24:00 | Dominika | 0:5(0:2) | Panama · 26', 88' Waithe · 34' Tejada · 55' Pérez · 62' Buitrago | Windsor Park Stadium, Roseau Widzów: 4 tys. Sędzia: Enrico Wijngaarde |
|                           |          |          |                                                                  |                                                                       |

| 11 października 2011 03:00 | Panama · Tejada 29', 64' · Pérez 49', 52', 87' | 5:1(1:0) | Nikaragua · 89' Reyes | Estadio Rommel Fernández, Panama Widzów: 10 846 Sędzia: Edenilson Ventura |
|                            |                                                |          |                       |                                                                           |

| 11 listopada 2011 02:00 | Nikaragua · Leguías 57' | 1:0(0:0) | Dominika | Estadio Nacional de Fútbol, Managua Widzów: 2,1 tys. Sędzia: Hugo Cruz Alvarado |
|                         |                         |          |          |                                                                                 |

| 15 listopada 2011 02:00 | Panama · Blackburn 7' · Buitrago 21' · Pérez 84' | 3:0(2:0) | Dominika | Estadio Rommel Fernández, Panama Widzów: 8 tys. Sędzia: Terry Vaughn |
|                         |                                                  |          |          |                                                                      |